# Hałaśniki
Hałaśniki (Criniferinae) – monotypowa podrodzina ptaków z rodziny turakowatych (Musophagidae).

## Zasięg występowania
Podrodzina obejmuje gatunki występujące w Czarnej Afryce.

## Morfologia
Długość ciała 47–50 cm; masa ciała 170–737 g.

## Charakterystyka
W odróżnieniu od większości turaków zamiast gęstych lasów tropikalnych ptaki z tego rodzaju preferują sawanny.

## Systematyka

### Etymologia
- Crinifer: łac. crinifer (prawdopodobnie mylna interpretacja słowa criniger) „długowłosy”, od crinis „włosy”; -fer „noszący”, od ferre „nosić”[10].
- Corythaixoides: rodzaj Corythaix Illiger, 1811 (turak); gr. -οιδης -oidēs „przypominający”[11]. Gatunek typowy: Corythaix concolor A. Smith, 1833.
- Coliphimus: zbitka wyrazowa nazw rodzajów: Colius Brisson, 1760 (czepiga) oraz Phimus Wagler, 1827 (turak)[12]. Gatunek typowy: Corythaix concolor A. Smith, 1833.
- Ichthierax: gr. ιχθυς ikhthus, ιχθυος ikhthuos „ryba”; ἱεραξ hierax, ἱερακος hierakos „jastrząb”[13]. Gatunek typowy: Falco frontalis Daudin, 1800 (= Falco piscator Boddaert, 1783).
- Gymnoschizorhis: gr. γυμνος gumnos „goły, nagi”; rodzaj Schizorhis Wagler, 1829 (szyszak)[14]. Gatunek typowy: Chizaerhis personata Rüppell, 1842.
- Criniferoides: rodzaj Crinifer Jarocki, 1821; gr. -οιδης -oidēs „przypominający”[15]. Gatunek typowy: Chizaerhis leucogaster Rüppell, 1842.

### Podział systematyczny
Do podrodziny należy jeden rodzaj Crinifer z następującymi gatunkami:
- Crinifer zonurus (Rüppell, 1835) – hałaśnik bury
- Crinifer piscator (Boddaert, 1783) – hałaśnik kreskowany
- Crinifer leucogaster (Rüppell, 1842) – hałaśnik białobrzuchy
- Crinifer personatus (Rüppell, 1842) – hałaśnik maskowy
- Crinifer concolor (A. Smith, 1833) – hałaśnik szary